# 島田正郎
島田 正郎（しまだ まさお、1915年9月29日 - 2009年11月23日）は、日本の東洋史学者・法制史学者。学位は、法学博士（明治大学・論文博士・1951年）（学位論文「遼令の研究」）。元明治大学総長。東京市麹町区生まれ。

## 来歴
旧制明治中学校（現：明治大学付属明治高等学校）を卒業し、1939年に東京帝国大学文学部東洋史学科を卒業。北京に留学し、41年に帰国。
1942年、東方文化学院（東京研究所）研究員。
1947年、東京大学東洋文化研究所所員。1948年、明治大学専門部法律科講師。明治大学専門部法律科助教授。1951年、明治大学法学部教授。同年、「遼令の研究」で法学博士（明治大学）の学位を取得。1958年、図書館長。1963年、明治大学付属明治高等学校・中学校校長。1966年、明治大学法学部長。1984年～1992年、明治大学総長。1988年、定年退職。明治大学名誉教授。1991年から1992年、理事長代行。
日本における北アジア法史の第一人者として活躍し、法制史学会理事、日本モンゴル学会理事・副会長などを歴任した。また、1952年、瀧川政次郎、安藤更生、駒井和愛と相図って地方史研究所を設立し、瀧川が理事長に就任している。

## 著書
- 『東洋法史要』三和書房 1952
- 『遼代社会史研究』三和書房 1952
- 『世界史要』三和書房 1953
- 『遼制の研究』中沢印刷 1954
- 『祖州城 東蒙古モンチョックアゴラに存する遼代古城址の考古学的歴史学的発掘調査報告』中沢印刷 1956
- 『遼の社会と文化』弘文堂 アテネ文庫 世界歴史シリーズ 1956
- 『東洋の法の歴史』三和書房 1956
- 『世界史』啓文社 1959
- 『アジア 歴史と法』啓文社 1962
- 『東洋法史』明好社 1970　東京教学社、1989
- 『遼制之研究』汲古書院 1973
- 『遼史』明徳出版社 中国古典新書 1975
- 『遼朝官制の研究』創文社 1978
- 『遼朝史の研究』創文社 1979
- 『清末における近代的法典の編纂』創文社 1980
- 『北方ユーラシア法系の研究』創文社 1981
- 『清朝蒙古例の研究』創文社 1982
- 『明末清初モンゴル法の研究』創文社 1986
- 『清朝蒙古例の実効性の研究 東洋法史論集第7』創文社 1992
- 『契丹国 遊牧の民キタイの王朝』東方書店 東方選書 1993
- 『北方ユーラシア法系通史』創文社 1995
- 『西夏法典初探 東洋法史論集 第8』創文社 2003

### 共著
- 『遼律之研究』滝川政次郎共著 大阪屋号書店 1944
- 『中国文化史蹟 増補 (東北篇)』竹島卓一共著 法蔵館 1976

記念論文集
- 『東洋法史の探究 島田正郎博士頌寿記念論集』汲古書院 1987